# Brazil Rio de Janeiro 500 Years Open
Het Brazil Rio de Janeiro 500 Years Open was een golftoernooi in Brazilië, dat deel uitmaakte van de Tour de las Americas en de Europese PGA Tour. Het toernooi werd gespeeld op de Itanhangá Golf Club, in Rio de Janeiro.
De Europese PGA Tour organiseerde dit toernooi en de Brazil São Paulo 500 Years Open, dat een week later plaatsvond, voor ter herdenking van het feit dat Brazilië in 1500 ontdekt werd door Pedro Álvares Cabral. Het was ook de eerste keer dat de Europese PGA Tour aandeed in Zuid-Amerika.

## Wedstrijd
De wedstrijd eindigde in een play-off tussen Roger Chapman en Pádraig Harrington, die beiden na vier speelronden 270 slagen nodig hadden (18 slagen onder par). Uiteindelijk won Chapman na de tweede extra hole.